# Квалификације за Европско првенство у рукомету за жене 2000.
Квалификације за 4. Европско првенство у рукомету за жене 2000.  одржане су у периоду од 13. новембра 1999. до 16. априла 2000. у организацији ЕХФ. 
У квалификацијама су учествовале 24 репрезентација, од којих се десет пласирало на Европско првенство у Румунији од 8. до 17. децембра 2000. Поред ових десет на првенство су се аутоматски квалификовале две и то репрезентација Норвешка, као победница претходног Европског првенства 1998. и репрезентација Румуније, као представник земљље домаћина.

## Систем такмичења
Квалификације су се одвијале у две фазе. У првој је учествовало 8 репрезентација. Жребом су одређени парови, који су играли по 2 утакмице (двоструком куп систем). Победници су биле репрезентације које су биле боље у укупном скору та два сусрета и пласирали су се у другу фазу где се играо плеј оф са још 16 репрезентација које су се директно нашле у плеј офу. Играло се исто као у првој фази. Жребом је одређено 10 парова. Победници су се пласирали на Првенство.

## Резултати

### Квалификације за плеј оф
| Пар | Датум      | Место             | Време | 1. екипа    | Резултат (полувреме) | 2. екипа    | Ук. рез. | Квалификовани |
| --- | ---------- | ----------------- | ----- | ----------- | -------------------- | ----------- | -------- | ------------- |
| 1   | 13.11.1999 | Анкара            | 18,00 | Турска      | 21:20 (9:9)          | Литванија   | 45:38    | Турска        |
| 1   | 13.11.1999 | Анкара            | 17,30 | Турска      | 24:18 (13:10)        | Литванија   | 45:38    | Турска        |
| 2   | 14.11.1999 | Вила Нова де Гаја | 14,15 | Португалија | 31:26 (15:13)        | Шведска     | 49:54    | Шведска       |
| 2   | 20.11.1999 |                   | 15,00 | Шведска     | 28:18 (15:10)        | Португалија | 49:54    | Шведска       |
| 3   | 14.11.1999 | Атина             | 16,00 | Грчка       | 20:33 (8:19)         | Словачка    | 34:66    | Словачка      |
| 3   | 21.11.1999 | Шала              | 11,00 | Словачка    | 33:14 (14:7)         | Грчка       | 34:66    | Словачка      |
| 4   | 14.11.1999 | Вил               | 18,00 | Швајцарска  | 20:22 (12:10)        | Бугарска    | 44:47    | Бугарска      |
| 4   | 16.11.1999 | Сент Гален        | 19,00 | Швајцарска  | 24:25 (15:12)        | Бугарска    | 44:47    | Бугарска      |

### Плеј оф
| Пар | Датум      | Место        | Време | 1. екипа           | Резултат (полувреме) | 2. екипа       | Ук. рез. | Квалификовани      |
| --- | ---------- | ------------ | ----- | ------------------ | -------------------- | -------------- | -------- | ------------------ |
| 1   | 8.04.2000  | Љубљана      | 16,30 | Словенија          | 22:25 (12:13)        | Француска      | 42:48    | Француска          |
| 1   | 16.04.2000 | Лимож        | 14,45 | Француска          | 23:20 (12:10)        | Словенија      | 42:48    | Француска          |
| 2   | 8.04.2000  | Подгорица    | 20,00 | СР Југославија     | 28:28 (17:13)        | Холандија      | 54:52    | СР Југославија     |
| 2   | 15.04.2000 |              | 19,00 | Холандија          | 24:26 (12:15)        | СР Југославија | 54:52    | СР Југославија     |
| 3   | 9.04.2000  | Измир        | 16,30 | Турска             | 25:23 (12:11)        | Белорусија     | 50:59    | Белорусија         |
| 3   | 16.04.2000 | Минск        | 14,45 | Белорусија         | 36:25 (16:6)         | Турска         | 50:59    | Белорусија         |
| 4   | 8.04.2000  | Шала         | 15,00 | Словачка           | 20:26 (9:12)         | Данска         | 40:63    | Данска             |
| 4   | 16.04.2000 | Колдинг      | 17,15 | Данска             | 37:20 (15:8)         | Белорусија     | 40:63    | Данска             |
| 5   | 8.04.2000  |              | 15,00 | Чешка              | 25:26 (14:12)        | Мађарска       | 45:63    | Мађарска           |
| 5   | 16.04.2000 | Њиређхаза    | 11,00 | Мађарска           | 37:20 (15:10)        | Чешка          | 45:63    | Мађарска           |
| 6   | 8.04.2000  | Скене        | 15,00 | Шведска            | 25:30                | Аустрија       | 54:62    | Аустрија           |
| 6   | 15.04.2000 | Фелдкирхен   | 18,30 | Аустрија           | 32:29                | Шведска        | 54:62    | Аустрија           |
| 7   | 8.04.2000  | Кијев        | 13,00 | Украјина           | 36:21 (18:10)        | Пољска         | 36:21    | Украјина           |
| 8   | 15.04.2000 | Скопље       | 20,00 | Северна Македонија | 37:23 (19:12)        | Бугарска       | 37:23    | Северна Македонија |
| 9   | 15.04.2000 | Зинделфинген | 16,15 | Немачка            | 25:18 (10:8)         | Хрватска       | 35:18    | Немачка            |
| 10  | 16.04.2000 | Тољати       | 15,00 | Русија             | 24:20 (9:11)         | Шпанија        | 24:20    | Русија             |

1. ↑  Нису нађени извори зашто су четири пара плеј офа играли само једну утакмицу

## Квалификовани за Европско првенство у рукомету за жене 2000.
| - Аустрија - Белорусија - Данска - Француска - СР Југославија - Северна Македонија | - Мађарска - Немачка - Норвешка — победник ЕПЖ 1988 - Румунија — домаћин певенства - Русија - Украјина |  |